# Alfred Harris
Pour les articles homonymes, voir Harris.
Alfred Harris, né le 2 février 1928 à Toronto, en Ontario (Canada), est un écrivain canadien, auteur de roman policier.

## Biographie
Après des études à l'Academy of Radio Arts de Toronto, il est reporter pour le Kingston Whig-Standard, puis rédacteur à la chaîne de radio CHKT (en) de 1952 à 1957. Ensuite, il devient scénariste de documentaires, d'émissions religieuses et culturelles pour la Société Radio-Canada et l'Office national du film du Canada. Il travaille également sur des séries télévisées.
Il collabore avec Arthur Moore avec lequel il écrit deux romans signés de deux pseudonymes différents : Harris Moore et Given Addison.
En 1974, il publie, seul, À la santé du trépassé (The Joseph File-Destroy), qualifié d'« excellent roman de suspense » par Claude Mesplède. Il récidive en 1975 avec Suivez le veuf ! (Baroni), décrivant la naissance d'une amitié entre Baroni, policier proche de la retraite, et Hawley, soupçonné d'avoir jeté sa femme par la fenêtre. « Ces deux hommes seuls, un peu déçus par ce qui a été leur vie, vont immédiatement se comprendre et s'apprécier. Comme dans un conte de fées, ils devront traverser toute une série d'épreuves avant de parvenir à concrétiser leurs deux rêves confondus » selon Marie-Thérèse Naudon. Ce roman est adapté en 1980 au cinéma par Michel Audiard et réalisé par Robert Enrico sous le titre Pile ou Face.

## Œuvre

### Romans signés Alfred Harris
- The Joseph File-Destroy, 1974
  - À la santé du trépassé, Super noire no 44, 1975
- Baroni, 1975
  - Suivez le veuf !, Super noire no 54, 1976 ; réédition sous le titre Pile ou Face, Carré noir no 354, 1980

### Roman signé Harris Moore
- Slater’s Planet, 1971

### Roman signé Given Addison
- Storm Over Fox Hill, 1973

## Filmographie
- 1980 : Pile ou Face, film français réalisé par Robert Enrico, adaptation du roman Suivez le veuf ! (Baroni), avec Philippe Noiret, dans le rôle de l'inspecteur Baroni, et Michel Serrault.

## Sources
- Claude Mesplède, Les Années Série noire vol.4 (1972-1982) Encrage « Travaux » no 25, 1995
- Claude Mesplède et Jean-Jacques Schleret, SN, voyage au bout de la Noire : inventaire de 732 auteurs et de leurs œuvres publiés en séries Noire et Blème : suivi d'une filmographie complète, Paris, Futuropolis, 1982, 476 p. (OCLC 11972030), p. 181.